# Campionati mondiali di karate 1982
La 6ª edizione dei campionati mondiali di karate si è svolta a Taipei nel 1982. Hanno partecipato 850 karateka provenienti da 46 paesi.

## Medagliere
| Posizione | Nazione       | Oro | Argento | Bronzo | Totale |
| --------- | ------------- | --- | ------- | ------ | ------ |
| 1         | Giappone      | 6   | 2       | 3      | 11     |
| 2         | Regno Unito   | 3   | 1       | 4      | 8      |
| 3         | Francia       | 1   | 2       | 4      | 7      |
| 4         | Finlandia     | 1   | 2       | 0      | 3      |
| 5         | Paesi Bassi   | 1   | 0       | 2      | 3      |
| 6         | Svizzera      | 1   | 0       | 0      | 1      |
| 7         | Taipei cinese | 0   | 2       | 3      | 5      |
| 7         | Italia        | 0   | 2       | 3      | 5      |
| 9         | Spagna        | 0   | 1       | 2      | 3      |
| 10        | Stati Uniti   | 0   | 1       | 0      | 1      |
| 11        | Australia     | 0   | 0       | 1      | 1      |
| 11        | Danimarca     | 0   | 0       | 1      | 1      |
| 11        | Lussemburgo   | 0   | 0       | 1      | 1      |
| 11        | Venezuela     | 0   | 0       | 1      | 1      |

## Podi

### Kata
| Posizione | Karateka     |
| --------- | ------------ |
| 1         | M. Koyama    |
| 2         | D. LLanos    |
| 3         | M. Marangoni |

| Posizione | Karateka    |
| --------- | ----------- |
| 1         | M. Nakayama |
| 2         | M. Chu      |
| 3         | A. Starling |
| 3         | M. Tabata   |

### Kumite
| Posizione | Karateka     |
| --------- | ------------ |
| 1         | J. Vayarinen |
| 2         | R. Vallee    |
| 3         | R. Castillo  |
| 3         | S. McKinnon  |

| Posizione | Karateka          |
| --------- | ----------------- |
| 1         | Yuichi Suzuki     |
| 2         | Giorgio Carcangiu |
| 3         | Toshiaki Maeda    |
| 3         | L. Sanz           |

| Posizione | Karateka        |
| --------- | --------------- |
| 1         | Seiji Nishimura |
| 2         | M. Mika         |
| 3         | R. Bernardi     |
| 3         | Thierry Masci   |

| Posizione | Karateka  |
| --------- | --------- |
| 1         | J. Gomez  |
| 2         | A. Borg   |
| 3         | C. Lin    |
| 3         | F. Royers |

| Posizione | Karateka        |
| --------- | --------------- |
| 1         | P. McKay        |
| 2         | Tapio Pirttioja |
| 3         | J. Holm         |
| 3         | Jacques Tapol   |

| Posizione | Karateka    |
| --------- | ----------- |
| 1         | J. Thompson |
| 2         | P. Ruggiero |
| 3         | M. Garofoli |
| 3         | J. Reeburg  |

| Posizione | Karateka    |
| --------- | ----------- |
| 1         | H. Murase   |
| 2         | Amillo      |
| 3         | J. Atkinson |
| 3         | P. Pinard   |

| Posizione | Karateka      |
| --------- | ------------- |
| 1         | Sophie Berger |
| 2         | Y. Li         |
| 3         | S. Chiang     |
| 3         | F. Fillios    |

| Posizione | Karateka        |
| --------- | --------------- |
| 1         | Yukari Yamakawa |
| 2         | T. Konishi      |
| 3         | W. Chang        |
| 3         | B. Morris       |

| Posizione | Karateka        |
| --------- | --------------- |
| 1         | Guus van Mourik |
| 2         | T. Yamafuka     |
| 3         | J. Argyle       |
| 3         | N. Ferluga      |

| Posizione | Nazione     |
| --------- | ----------- |
| 1         | Regno Unito |
| 2         | Italia      |
| 3         | Spagna      |
| 3         | Giappone    |

## Fonti
- (EN) Sito della Federazione Mondiale di Karate, su wkf.net.